# Ipostenuria
L'ipostenuria, o compromissione della concentrazione urinaria o ancora ridotta osmolalità urinaria, è un livello eccezionalmente basso della gravità specifica dell'urina, ovvero una ridotta concentrazione di soluti nella stessa.

## Storia
Intorno alla fine del XIX secolo, il fisiologo e clinico ungherese Sándor Korányi iniziò a utilizzare metodi chimico-fisici per stimare la funzione renale. In parallelo al deterioramento della funzione renale, osservò cambiamenti caratteristici nella depressione del punto di congelamento dell'urina, che definì ipostenuria. Sulla base di questi risultati, fu il primo a introdurre il concetto funzionale di insufficienza renale.

## Patologie correlate
L'ipostenuria si può presentare in pazienti affetti da:
- sindrome di Bartter (tipo 1 e 2)
- nefropatia iperuricemia familiare giovanile di tipo 1
- sindrome da secrezione inappropriata di ormone antidiuretico
- nefronoftisi di tipo 1
- ipomagnesemia primaria
- proteinuria a basso peso molecolare con ipercalciuria e nefrocalcinosi
- sindrome di Webb-Dattani[1]
- sindrome di Bardet–Biedl[3]
- anemia drepanocitica[4]
- nefropatie acute e croniche (es. uropatia ostruttiva)[5]